# Pia Klemp
Pia Klemp (nascida em 10 de outubro de 1983) é uma bióloga alemã e ativista dos direitos humanos que, entre 2011 e 2017,  trabalhou na organização Sea Shepherd, participando de muitas operações internacionais de proteção dos animais marinhos.
Entre 2016 e 2018 ela comandou dois navios de resgate no Mar Mediterrâneo para as organizações não-governamentais alemãs Jugend Rettet e Sea-Watch durante a crise migratória em curso na Europa. Seus navios resgataram cerca de 14 mil  migrantes de afogamento. Klemp foi responsável pelo resgate de mais de mil deles. Um de seus navios, o Iuventa, foi apreendido pelas autoridades italianas em 2017, que a acusaram de cooperar com traficantes de seres humanos e alegaram que muitos das pessoas que salvou não corriam risco iminente de morte. Se for condenada, ela enfrentará 20 anos de prisão. Seu navio mais novo, Sea-Watch 3 foi impedido de partir de sua doca pelas autoridades maltesas por vários meses em 2018.

## Vida e trabalho
Klemp nasceu em 1983 em Bonn - Beuel, Alemanha. Ela estudou biologia em Bonn, mas desistiu antes de terminar. Por dois anos ela trabalhou como instrutora de mergulho e participou de vários projetos de conservação da natureza na Alemanha, Tailândia e Indonésia.
Em 2011, ela se juntou à organização de conservação marinha Sea Shepherd, trabalhando a bordo do MY Steve Irwin, MY Bob Barker, MY Sam Simon e MV Brigitte Bardot, por seis anos em vários cargos como cozinheira, mergulhador de resgate, marinheira, gerente de navio e segundo imediato,  enquanto ganhava sua licença de capitão do mar. Durante esse tempo, ela participou de muitas missões, incluindo a Operação Relentless  e a Operação Milagro.
Em 9 de junho de 2015, ela fundou Aquascope e. V., uma organização para desenvolver e utilizar tecnologias de vigilância para combater a pesca ilegal, não declarada e não regulamentada (IUU).
Com a crise europeia de imigrantes desde 2015, ela passou em 2017 a operaçoes de resgate no Mar Mediterrâneo, comandando o Iuventa pela organização alemã Jugend Rettet em duas missões, até que o navio foi apreendido pelas autoridades italianas em 2 de agosto de 2017. Apresentado na Manifesta 12, uma equipe de pesquisadores da Goldsmiths, Universidade de Londres, Oceanografia Forense e Arquitetura Forense, chegou à conclusão de que a tripulação do Iuventa não se comunicava nem devolvia os barcos vazios aos traficantes.

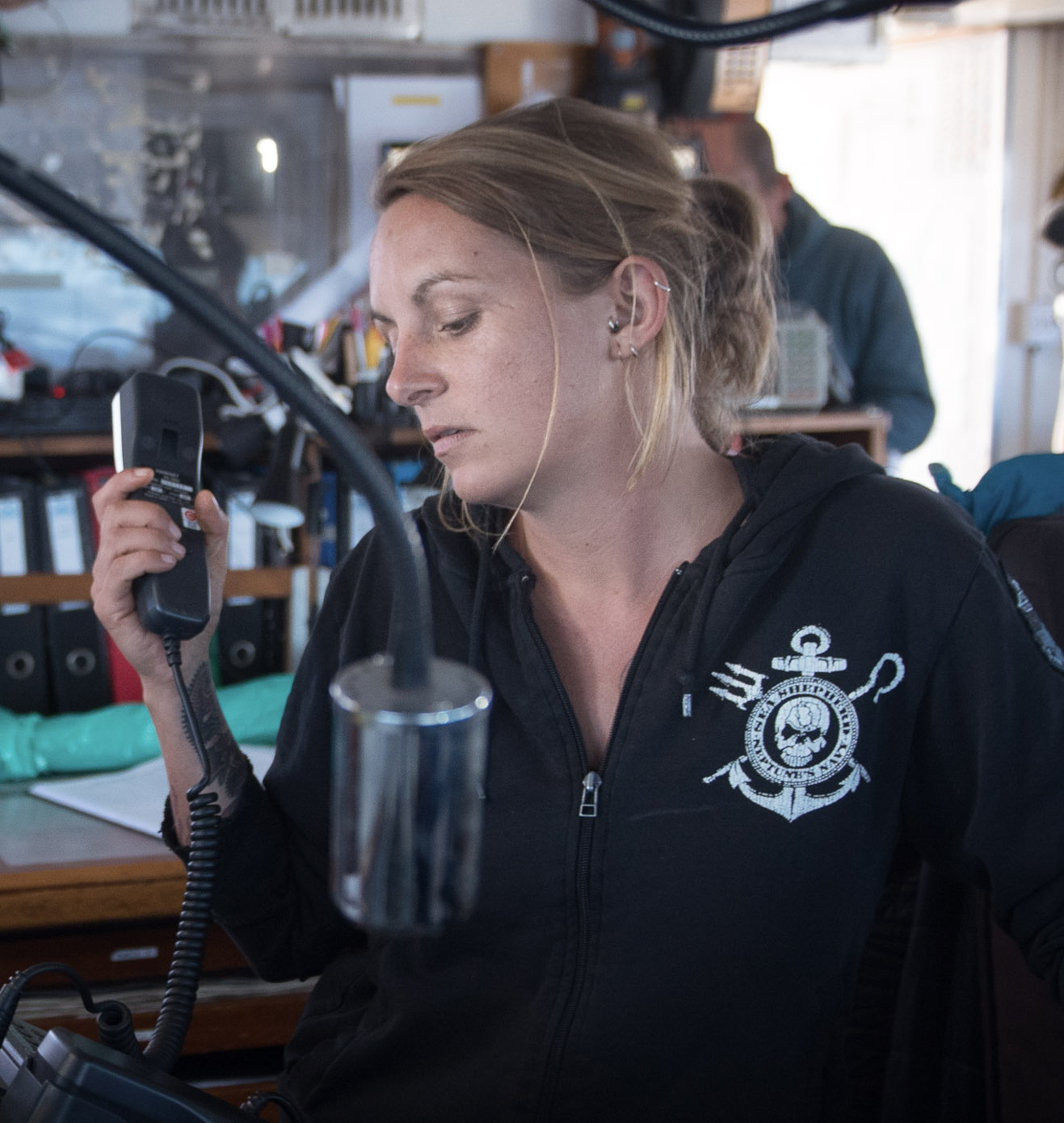
Klemp na ponte de em 7 April 2018

Desde o início de novembro de 2017, ela foi responsável pelas primeiras quatro missões de resgate do Sea-Watch 3 perto da costa da Líbia, depois que o navio foi assumido pela organização alemã Sea-Watch. Em 1 de junho de 2018, o Sea-Watch 3 foi impedido de deixar o porto de Valletta pelas autoridades maltesas até outubro de 2018.
O processo no do Iuventa nos tribunais forçou Klemp a interromper temporariamente suas atividades de resgate no mar e retornar à Alemanha em agosto de 2018. Mais tarde naquele ano ela fundou o grupo "Solidariedade no Mar".
Klemp é autor dos romances Allmende und Schrebergarten (Inglês: "Commons e atribuição")       e Lass uns mit den Toten tanzen (Inglês: "Vamos dançar com os mortos").
Segundo o Guardian, Pia Klemp aceitou a oferta do artista de rua e ativista Banksy para comandar a embarcação da ONG Louise Michel, que partiu para sua primeira missão no final de agosto de 2020. No relatório, ela disse ao Guardian: "Não vejo o salvamento marítimo como uma ação humanitária, mas como parte de uma luta antifascista".

## Mídia
Em 13 de janeiro de 2017, Michael Steinbrecher recebeu Klemp e outros convidados em seu programa de 90 minutos no Nachtcafé em Südwestrundfunk (SWR), discutindo a conservação da vida marinha e atividades anti-caça com a Sea Shepherd.
Em 10 de junho de 2018, o Biografilm Festival em Bolonha, Itália, apresentou o documentário de cinema de 86 minutos de Michele Cinque, luventa.
Em 7 de setembro de 2018, Alfred Schier entrevistou Klemp por meia hora em Phoenix persönlich, em Phoenix.
Em 5 de março de 2019, Katja Kipping falou sobre Klemp em um longa-metragem Bedeutende Frauen der Weltgeschichte - Pia Klemp (Inglês: "Mulheres importantes da história mundial - Pia Klemp") por Julia Menger e Kerstin Hermes em "Der schöne Morgen" de radioeins, Rundfunk Berlin-Brandenburg (RBB).
Também em março de 2019, Klemp foi entrevistado por Moritz Gathmann por meia hora para o OstWest.

## Prêmios
- Em 1 de março de 2019, Klemp recebeu o Prêmio Feminino de Clara Zetkin (em alemão: Clara-Zetkin-Frauenpreis)
- Em 10 de maio de 2019, Klemp e a tripulação da Iuventa receberam o Prêmio suíço Paul Grüninger (em alemão: Paul Grüninger Preis)
- O conselho da cidade de Paris em 12 de julho de 2019 anunciou que os dois capitães do Sea-Watch 3, Klemp e Carola Rackete, receberão a Medalha Grand Vermeil, o maior prêmio da cidade de Paris, por salvar migrantes no mar, porque os dois capitães simbolizavam "solidariedade pelo respeito à vida humana".  Klemp recusou o prêmio, emitindo uma declaração criticando o governo parisiense por suas próprias ações, dizendo em um comunicado "Sua polícia está roubando cobertores de pessoas que você força a viver nas ruas, enquanto você faz reprime protestos e criminaliza pessoas que lutam por seus direitos migrantes e requerentes de asilo. Você quer me dar uma medalha pelas ações que você luta em suas próprias muralhas."